# Рибалочка малагасійський
Рибалочка малагасійський (Corythornis vintsioides) — вид сиворакшоподібних птахів родини рибалочкових (Alcedinidae). Мешкає на Мадагаскарі та на Коморських островах.

## Опис

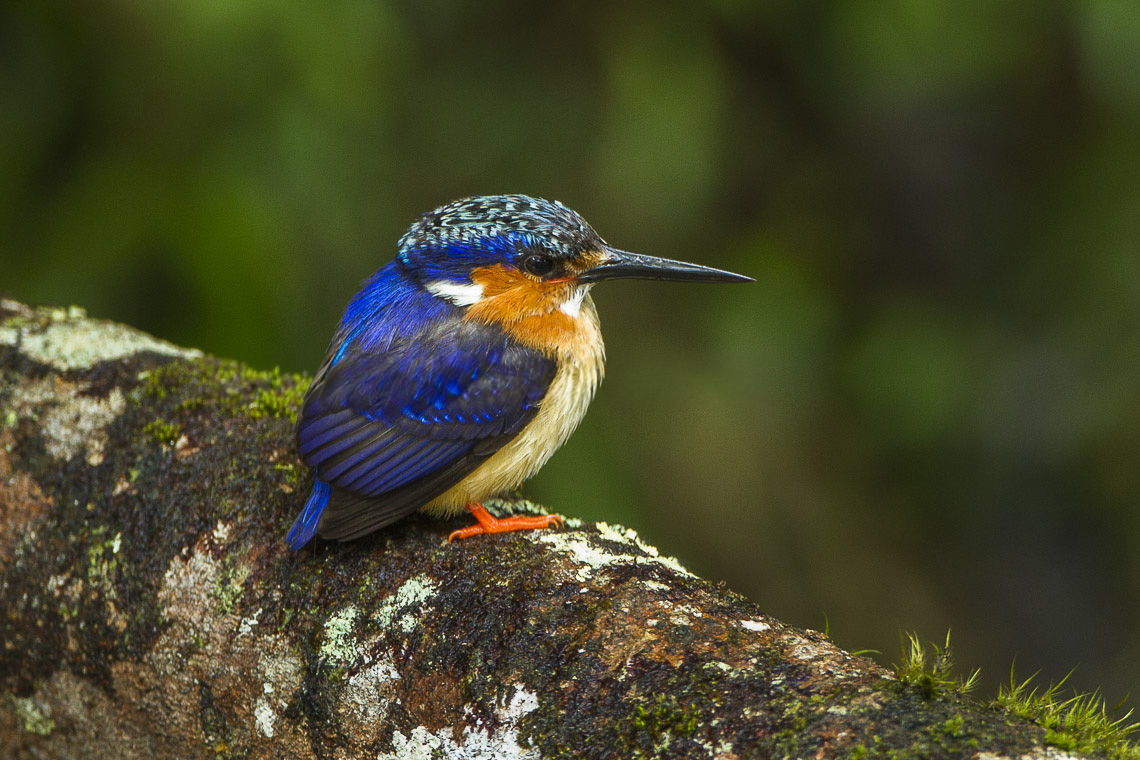
Малагасійський рибалочка

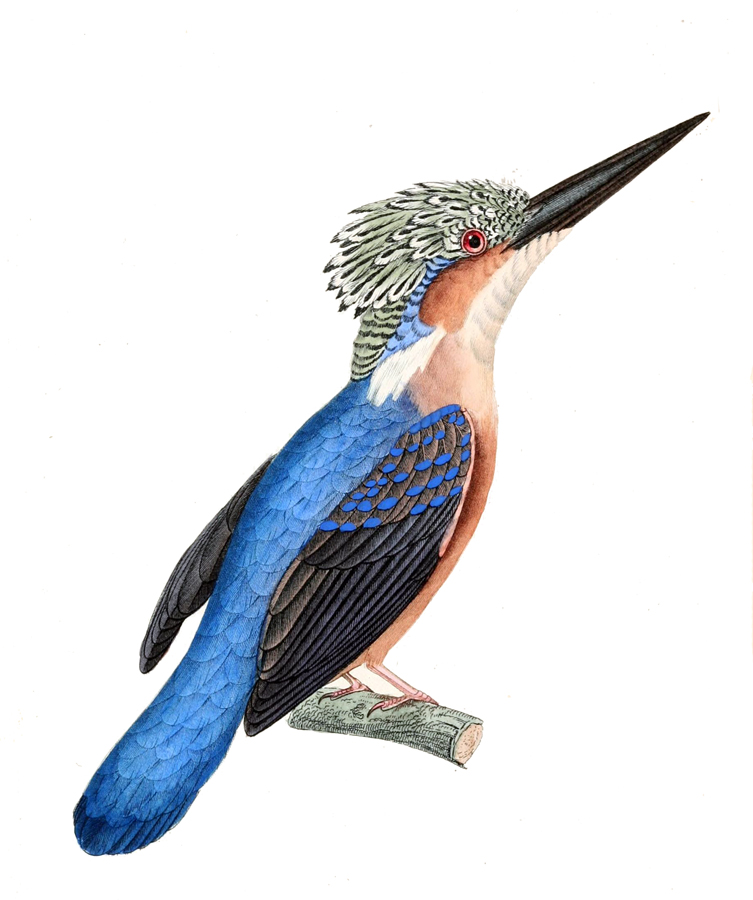
Малагасійський рибалочка

Довжина птаха становить 13 см, вага 16,5-22 г. Верхня частина тіла темно-синя, нижня частина тіла руда, на тімені смугастий, синьо-зелений чуб, на шиї з боків вузькі білі плями. Махові пера чорні. Дзьоб чорний. Виду не притаманний статевий диморфізм. У представників підвиду C. v. johannae верхня частина тіла блідіша, більш синьо-зелена.

## Підвиди
Виділяють два підвидів:
- C. v. johannae (Pallas, 1764) — острови Мохелі, Анжуан і Майотта;
- C. v. vintsioides Dickerman, 1989 — острів Мадагаскар.

## Поширення і екологія
Малагасійські рибалочки мешкають на Мадагаскарі, на Коморських Островах та на Майотті. Вони живуть в мангрових заростях та в очеретяних заростях на берегах водойм. Зустрічаються на висоті до 1800 м над рівнем моря. Живляться дрібною рибою, ракоподібними і комахами.